# Cassegrain (månekrater)
Cassegrain er et nedslagskrater på Månen. Det befinder sig på Månens bagside bag den sydøstlige rand og er opkaldt efter den italienske astronom Giovanni Cassegrain (1802 – 1860).
Navnet blev officielt tildelt af den Internationale Astronomiske Union (IAU) i 1970.

## Omgivelser
Cassegrainkrateret ligger sydøst for det større Lebedevkrater og nordøst for Priestleykrateret, som det nogenlunde deler størrelse med.

## Karakteristika
Kraterets indre har en forholdsvis mørkt tonet bund, hvilket den har til fælles med andre kratere mod vest og nordvest, som udgør en del af Mare Australe. Bunden er jævn og næsten uden specielle formationer, bortset fra nogle aflejringer i det nordvestlige hjørne. Der er randen mere eroderet end andre steder, og hvad der er tilbage af den indre væg danner en ophobet bunke nedenfor randen.

## Satellitkratere
De kratere, som kaldes satellitter, er små kratere beliggende i eller nær hovedkrateret. Deres dannelse er sædvanligvis sket uafhængigt af dette, men de får samme navn som hovedkrateret med tilføjelse af et stort bogstav. På kort over Månen er det en konvention at identificere dem ved at placere dette bogstav på den side af satellitkraterets midte, som ligger nærmest hovedkrateret. Cassegrainkrateret har følgende satellitkratere:
| Cassegrain | Længde  | Bredde   | Diameter |
| ---------- | ------- | -------- | -------- |
| B          | 49,0° S | 114,0° E | 39 km    |
| H          | 53,1° S | 115,6° E | 28 km    |
| K          | 55,0° S | 113,5° E | 17 km    |